# 회암사
회암사(檜巖寺)는 경기도 양주시 회암동, 천보산에 있는 대한불교조계종 제25교구 본사인 봉선사(奉先寺)의 말사이다.

## 같이 보기
- 양주 회암사지 - 대한민국 사적 제128호